# پدو
پدو نام یکی از روستاهای استان فارس و شهرستان خنج است. این روستا در راه فرعی لار به خنج واقع شده است.
آب چاه‌هایش نیمه شیرین  و محصولاتش غلات و خرما است.